# داني إيفانز
داني إيفانز (24 يوليو 1987 في المملكة المتحدة - ) (بالإنجليزية: Danny Evans)‏ هو لاعب كريكت بريطاني. لعب مع نادي مقاطعة ميدلسكس للكريكت ‏.

## وصلات خارجية
- داني إيفانز على موقع إي آس بي آن كريك إنفو (الإنجليزية)